# Більшовицький сільський округ
Більшови́цький сільський округ (каз. Большевик ауылдық округі, рос. Большевистский сельский округ) — адміністративна одиниця у складі Житікаринського району Костанайської області Казахстану. Адміністративний центр — село Тургеновка.
Населення — 664 особи (2021; 1812 у 2009, 3625 у 1999, 6386 у 1989).
Станом на 1989 рік існували Більшовицька сільська рада (село Тургеновка, селища Даулбай, Кусакан, Шортанди), Джетигаринська сільська рада (селище Хозрет), Совєтська сільська рада (селища Бірсуат, Совєтський, Тасибай) та Шевченковська сільська рада (села Койлибай, Шевченковка). Село Даулбай було ліквідовано 2004 року. 2008 року був ліквідований Житікаринський сільський округ (села Бірсуат, Совєтське, Тасибай, Хозрет), територія увійшла до складу Більшовицького сільського округу. 2019 року була ліквідована Шевченковська сільська адміністрація, територія увійшла до складу Більшовицького сільського округу.

## Склад
До складу округу входять такі населені пункти:
| Населений пункт   | Старі назви | Населення, осіб (1989) | Населення, осіб (1999) | Населення, осіб (2009) | Населення, осіб (2021) |
| ----------------- | ----------- | ---------------------- | ---------------------- | ---------------------- | ---------------------- |
| Бірсуат, село     | -           | 191                    | 303                    | -                      | -                      |
| Даулбай, село     | -           | 273                    | 81                     | -                      | -                      |
| Койлибай, село    | -           | 103                    | -                      | -                      | -                      |
| Кусакан, село     | -           | 351                    | 287                    | 288                    | 74                     |
| Совєтське, село   | Совєтський  | 367                    | 131                    | -                      | -                      |
| Тасибай, село     | -           | 352                    | 84                     | 28                     | 45                     |
| Тургеновка, село  | -           | 1432                   | 1049                   | 848                    | 389                    |
| Хозрет, село      | -           | 1599                   | 714                    | 121                    | 57                     |
| Шевченковка, село | -           | 1460                   | 976                    | 527                    | 99                     |
| Шортанди, село    | -           | 258                    | -                      | -                      | -                      |